# Виталий
Вита́лий (лат. Vitalis — «жизненный») — мужское русское личное имя древнеримского происхождения.
Сокращённая форма Витя может образовываться как от полного имени Виктор, так и от полного имени Виталий, которые являются (и ранее являлись) самостоятельными именами.
На Русь попало с христианством из Византии. Согласно В. А. Никонову, на 1988 год имя в СССР было редким.

## Именины
- Православные[1]: 7 февраля, 5 мая, 11 мая, 5 августа.
- Католические[6]: 9 января, 14 февраля, 2 апреля, 21 апреля, 28 апреля, 2 июля, 10 июля, 29 августа, 1 сентября, 22 сентября, 16 октября, 20 октября, 3 ноября, 4 ноября.